# Henry John Carter
Pour les articles homonymes, voir Carter.
Henry John Carter est un chirurgien, géologue et zoologue britannique, né le 18 août 1813 à Budleigh Salterton, dans le Devon, et mort le 4 mai 1895 dans la même ville. Chirurgien de formation, il commence sa carrière en tant que chirurgien dans l'armée indienne britannique en 1859. Parallèlement, il effectue des recherches sur la géologie de l'Ouest de l'Inde et s'attache à la description de nouvelles espèces d'éponges.

## Biographie et carrière
Henry John Carter entre à 16 ans au Royal Devon and Exeter Hospital pour y étudier la chirurgie ; il poursuit sa formation à l'University College en 1835, puis à l'École de médecine de Paris en 1840 : il étudie l'anatomie comparée et l'anatomie humaine.
En 1841, Carter est nommé chirurgien de l'armée indienne britannique au sein de la Compagnie britannique des Indes orientales. Il participe à plusieurs batailles, notamment à la bataille d'Hyderâbâd, en mars 1843. Il poursuit sa carrière militaire sur un brick puis, dès 1846, officie pour les civils à Bombay. Il étudie la dracunculose causée par le ver de Guinée.
Au cours de la décennie 1850, Carter poursuit ses études de la géologie de L'inde entamées en 1848 : il fait paraître Geology of India en 1857. Ses travaux scientifiques lui permettent de devenir membre de plusieurs institutions telles que la Royal Asiatic Society, la Royal Society (dont il est fait membre honoraire en 1859), ou encore la toute récente université de Bombay créée en 1857. Ses articles sont fréquemment publiés dans le journal Annals and Magazine of Natural History.
Il retourne au Royaume-Uni en 1862 et épouse une femme irlandaise qui meurt en couches en 1864, après avoir donné naissance à une petite fille. Il obtient la Médaille royale de la Royal Society en 1872, la même année que le botaniste Thomas Anderson. Dans les années 1870, il participe à l'excavation d'un fossile de Labyrinthodontia du Dévonien trouvé à proximité de son village natal.
De nombreux taxons ont été nommés en son honneur : plus de vingt espèces d'éponges, le champignon Chionyphe carteri. Sa maison natale porte aujourd'hui une Plaque commémorative.